# Gian Paolo Zandegiacomo
Gian Paolo Zandegiacomo (* 19. Februar 1968 in Auronzo di Cadore) ist ein italienischer Curler.
Die Curling-Juniorenweltmeisterschaften beendete Retornaz 1989 mit dem achten Platz.
Zandegiacom nahm in den Jahren 1993 bis 1995, 1998, 2002, 2005, 2008 und 2009 an der Curling-Europameisterschaft teil, konnte aber keine Medaille gewinnen. Das beste Ergebnis war der vierte Platz 1995.
An der Weltmeisterschaft von 1996 nahm Zandegiacomo als Third teil. Die Mannschaft belegte den achten Platz.
2006 nahm Zandegiacomo als Second an den Olympischen Winterspielen 2006 in Turin teil. Die Mannschaft belegte den siebten Platz.